# 景観地理学
景観地理学（けいかんちりがく、独：Landschaftsgeographie）または、景観学（けいかんがく、独：Landschaftskunde）は、地理学、特に地域地理学の一分野である。景観地理学は、個々の景観の類型化、地球上の異なる地域におけるそれらの比較、およびそれらの発展の地理的要因的条件（位置、材質、形態、構造、機能）を扱う。

## 意味
景観（独：Landschafts）という地理的概念は明確に定義がなされていないため、この用語は常に一貫して使われているわけではない。アレクサンダー・フォン・フンボルト（Alexander von Humboldt）は「地球上のある地域の総合的な特徴」という意味を提唱したが、またこれも地理的実体（物理的および人為的な地理的要因）の類似した構造によって特徴づけられる、地球表面の中規模な部分を意味すると理解されている。したがってドイツ語のLandschaftsは、空間的な個体（場所）とは異なる空間タイプとして定義することができうる。例えば、山、海岸、熱帯雨林、あるいは巨大都市などである。そして、空間的な個体は地域地理科学の対象でもある。

## 発達
景観地理学が独立した学問分野として確立されたのはジークフリート・パッサルゲ (de:Siegfried_Passarge) がドイツ語Landschafts「景観」を地理学の中心的な概念にまで高めたことに遡る。当時、この分野は通常「Landschaftskunde」と呼ばれていた。ここ数十年、景観地理学は、例えばディーター・シュタイナー (de:Dieter Steiner) やヨゼフ・シュミチューセン (de:Josef Schmithüsen) の研究によって、ヒューマンエコロジー (human ecology) へと拡張され、全体的で環境に焦点を当てた概念へと発展してきた。

## その他の景観用語
これは一般的な用法や写真家の風景写真の用法とは対照的であり、de:Meyers Lexikon (1908年) によれば、「地表の断面」を意味し、風景画は美しさ、特殊性、全体性といった側面を強調し、概念的には英語の「landscape」に対応する。
景観地理学で使われるもう一つの用語は景観パフォーマンス（景観サービス、独：Landschaftsleistungen）である。景観パフォーマンスとは、個人や社会にとって社会的・経済的・生態学的な利益をもたらす景観の特性として理解されている。ランドスケープのサービスアプローチは、公共、政治、研究を巻き込んだ参加型プロジェクトの一環として、ランドスケープデザインの基礎を作ることを意図している。例えば、このアプローチは空間計画や景観計画プロジェクトにおいて、景観の可能性を特定し、景観の特質を具体的に強化するために用いられている。

## 文化的景観
地理学者は景を一方では自然地形の静的な側面の下で、他方では人間存在の物質的な基盤（地形、水域、地中植生など）、さらに人間存在の物質的基盤として、秩序の観念や人間活動の結果、とりわけ農業や集落や交通のインフラストラクチャーを通して動的なものも扱う。ダイナミックな意味での文化的景観であるこの主題領域は、空間計画の中心的なテーマである土地利用の相反する要求も扱うが、自然保護や景観管理、造園学・ランドスケープアーキテクチュア (de:Landschaftsarchitektur) 、さらには生態学や社会学の空間的側面とも強いつながりがある。

## データベース
以前は地籍図と地形図および主題図が主なデータ基盤として使われていたが、20年ほど前からデジタル方式が主流となっている。1980年代以降、コンピュータ化された地籍はデジタル地形モデル (digital terrain model) と組み合わされ、やがて全面的かつさまざまな縮尺で開発されるようになった。1990年頃には、ハイブリッド景観モデルと最初の土地情報システム（LIS）が作成され、その後数年間で学際的な地理情報システム（GIS）にまで成長した。今日これらのシステムは異なるデータセットや、場合によっては環境情報システムのような他のデータベースとのリンクを可能にする。

## 研究分野
景観地理学研究は現在、主に学際的な研究分野で行われている。例えば、山岳研究、海岸研究、極地研究などである。

## 代表的な景観地理学者
- ハンス・ボベック (de:Hans Bobek)
- ハンス・ベッシュ (de:Hans H. Boesch)
- クルト・ベルガー (de:Kurt Bürger (Geograph))
- ハンス・キャロル (de:Hans Carol)
- ウォルター・ガーリング (de:Walter Gerling)
- ピーター・ムウスブルガー (de:Peter Meusburger)
- ヨーゼフ・シュミテューセン (de:Josef Schmithüsen)
- ディーター・シュタイナー (de:Dieter Steiner)
- オットー・ヴェルンリ (de:Otto Wernli)
- オットー・シュリューター